# Німецький Бундесбанк
Німецький Бундесбанк (нім. Deutsche Bundesbank, у перекладі: Федеральний банк Німеччини) — центральний банк Німеччини. Заснований 1957 року на заміну «Банку німецьких земель» (Bank deutscher Länder). До введення євро 2002-го, був емітентом німецької марки — національної валюти Німеччини.
Німецький Бундесбанк був першим центральним банком, цілком незалежним від уряду. Він мав велику повагу через сувору монетарну політику і контроль інфляції. Німецька марка мала особливо «твердий» обмінний курс стосовно інших валют і посідала друге місце у світі за обсягами валютних резервів. Цю модель пізніше наслідували багато інших центральних банків у світі, зокрема нині цю модель використовує Європейський центральний банк.
З 2002 року Німецький Бундесбанк входить до Європейської системи центральних банків і є її найвпливовішим членом. Його штаб-квартира, як і Європейського центрального банку, розташовується в Франкфурті.

## Резерви
Станом на кінець 2024 року резерви центрального банку Німеччини досягнувши 267 млрд євро, головним чином збільшення резервів стало подорожчання золота.

## Фінансові показники
Центральний банк Німеччини (Bundesbank) завершив 2024 рік із дефіцитом у 19,2 млрд євро. Основна причина збитків — різке підвищення відсоткових ставок Європейським центробанком (ЄЦБ), яке почалося у 2022 році для боротьби з інфляцією.

## Виплати до державного бюджету
Бундесбанк зазвичай перераховував у федеральний бюджет Німеччини близько 2,5 млрд євро щорічно. Одначе виплата на кінець 2024 року припинились.